# Коллекция Каплан

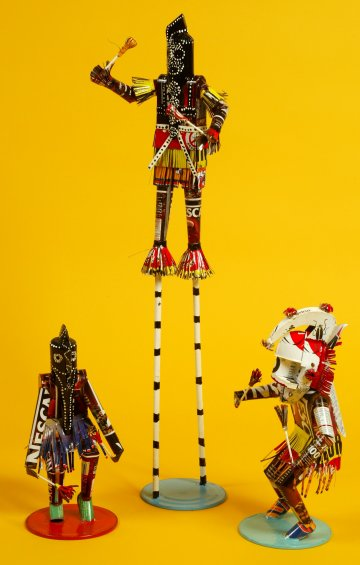
Догонский танцор

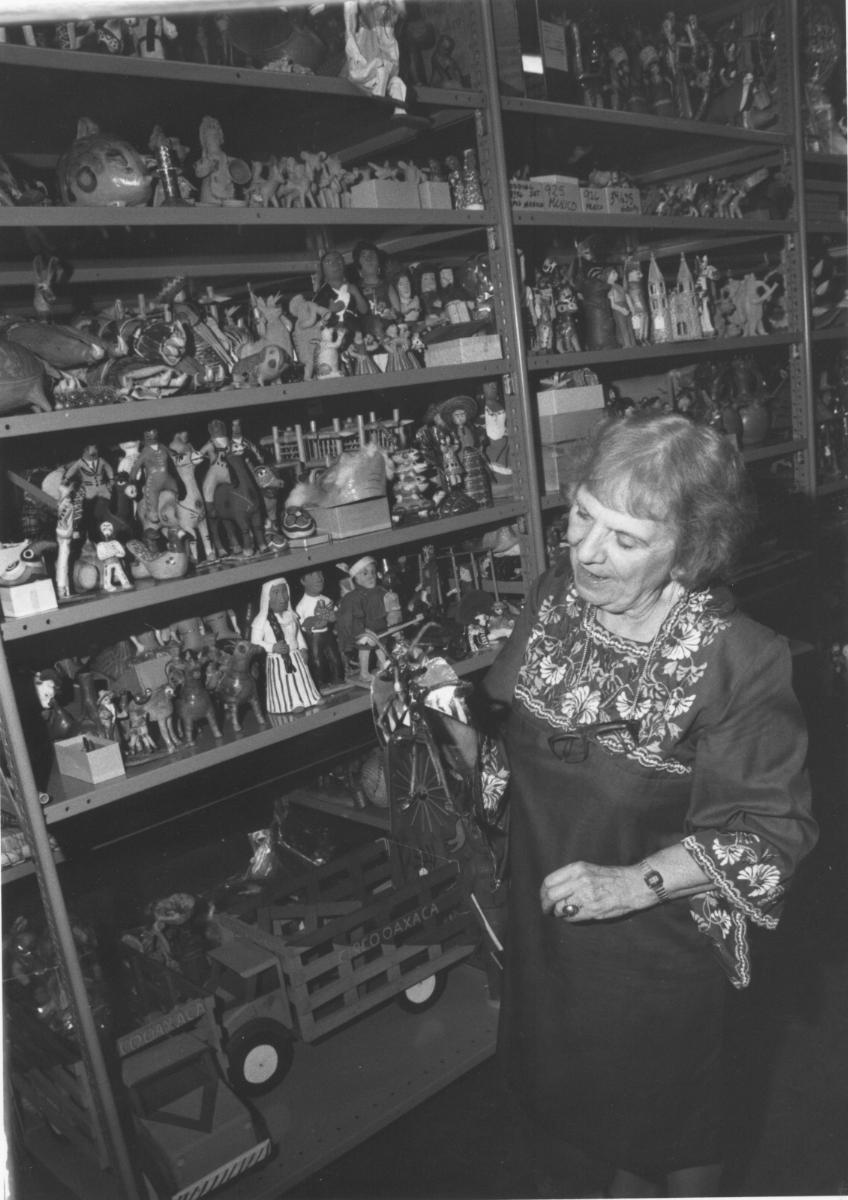
Тереза Каплан с частью коллекции

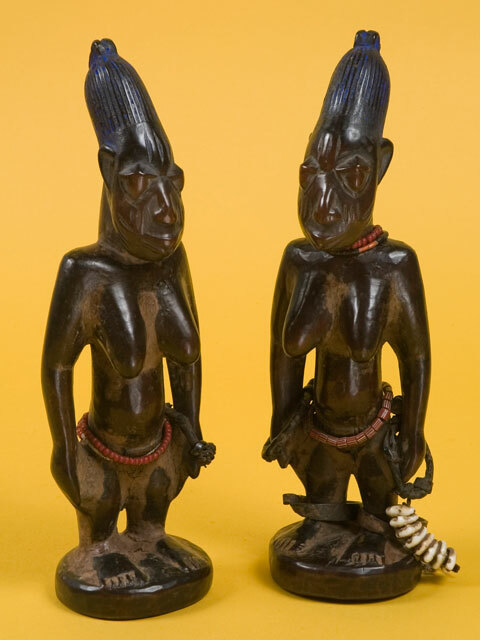
Пара фигурок близнецов-ибеджи, игрушки йоруба

Коллекция Каплан — коллекция народных детских предметов, хранящаяся в Детском музее Индианаполиса. В 1984 году она была пожертвована Фрэнком и Терезой Каплан, владельцами компании Creative Playthings. Коллекция была столь велика, что музею потребовалось девять месяцев, чтобы распаковать тридцать два ящика, использовавшихся для транспортировки. Фрэнк умер в 1988 году, в возрасте 77 лет; после его смерти Тереза вспоминала, что она была более активна в коллекционировании, хотя по-настоящему коллекция стала расти с 1966 года, когда бизнес был продан, и Фрэнк более не должен был отвлекаться на решение финансовых вопросов:21. Каплан была экстравертом и энтузиастом:17, так что она составила подробный отчёт по коллекции, присвоив каждому объекту уникальный идентификатор с определением страны:19. К моменту совершения пожертвования двадцать тысяч индексных карточек с описаниями коллекции занимали двадцать восемь обувных коробок:18.
Музей открыл доступ к коллекции в январе 1985 года. В коллекции находится около 32 000 предметов, от игрушек и кукол до музыкальных инструментов и масок для карнавалов, из 120 разных стран. Для коллекции музей организовал отдельную выставку под названием «Passport to the World», открывшуюся в 1986 году. Изначально супруги Каплан хотели сделать под коллекцию отдельный Музей фантазии и игр. На коллекцию они потратили около миллиона долларов с 1965 по 1985 года; наиболее ярко из всех стран в ней представлены Япония, Мексика, Россия, Германия, Индонезия и Индия.
Детский музей продолжил пополнять коллекцию.